# Brustbein

Lage des Brustbeins und seine Komponenten

Das Brustbein oder lateinisch Sternum (latinisiert von altgriechisch στέρνον sternon, ‚Brust, Herz, Gemüt‘) ist ein platter, schwertförmiger Knochen in der vorderen Mitte des Brustkorbs, an dem die Rippen bzw. deren knorpelige Verlängerungen ansetzen. Das Brustbein des Mannes ist dabei schlanker als das der Frau. Die Längsdurchtrennung des Brustbeins bei Operationen wird als Sternotomie bezeichnet.
Für hinter dem Brustbein gelegene Strukturen und Empfindungen verwendet man die Lagebezeichnung retrosternal, für seitlich des Brustbeins gelegene parasternal; die einzelnen Abschnitte des Sternums werden (von oben nach unten) wie folgt benannt:
- Manubrium sterni (Handgriff)
- Corpus sterni (Körper)
- Processus xiphoideus (Schwertfortsatz)

## Anatomie

### Manubrium sterni(Handgriff)
Am kopfnahen (kranialen) Ende des Manubrium sterni ist eine Einkerbung, die Incisura jugularis (von lateinisch iugulum ‚kleines Joch‘), gut tastbar und markiert das untere Ende des Halses, die Drosselgrube. Zu beiden Seiten dieser Einkerbung befinden sich Gelenkflächen, die der Verbindung mit den Schlüsselbeinen im Sternoklavikulargelenk dienen. Knapp unterhalb dieser Gelenkflächen markiert jeweils die Incisura costalis prima den Ort der knorpeligen Verbindung mit der ersten Rippe.
Die Verbindung zum Brustbeinkörper ist in der Regel als faserknorpelige Symphyse, als Symphysis manubriosternalis angelegt.

### Corpus sterni(Körper)
Die zweite Rippe setzt beidseits im Winkel zwischen dem Handgriff und dem Körper des Brustbeins (Angulus sterni oder Ludovici), die Rippen 3 bis 7 an Einkerbungen des Brustbeinkörpers entlang der gedachten Sternallinie an.

### Processus xiphoideus(Schwertfortsatz)
Der Schwertfortsatz, auch  Processus ensiformis (von lateinisch ensis ‚Schwert‘), Processus xiphoideus (von altgriechisch ξίφος xíphos ‚Schwert‘) oder kurz Xiphoid genannt, stellt das knöchern-knorpelige untere Ende des Brustbeins dar. Mit dem Körper des Brustbeins ist dessen Ende manchmal über eine Knorpelbrücke (Synchondrosis xiphosternalis) verbunden. Im knorpelig vorgebildeten Schwertfortsatz, gelegentlich Schwert- oder Schaufelknorpel (Cartilago xiphoidea) genannt, können im 5. bis 10. Lebensjahr ein bis zwei Knochenkerne auftreten. Die Form des Fortsatzes kann unterschiedlich ausgebildet sein: als kompaktes oder perforiertes, oft zweistrahlig gegabeltes Gebilde, abgebogen nach vorne oder nach hinten. Am Schwertfortsatz setzen keine Rippen mehr an.

## Fehlbildungen
Zu Fehlbildungen des Brustbeins siehe Trichterbrust, Kielbrust, Harrenstein-Deformität.

## Infektion
Bei einer Infektion des Brustbeins kommt es zur Sternumosteitis (siehe dazu Osteomyelitis), die mit Antibiotika behandelt wird.